# Karabin maszynowy DS-39
DS-39 (Дегтярёва Станковый образца 1939 года) – radziecki ciężki karabin maszynowy.

## Historia konstrukcji
Pierwsze ciężkie karabiny maszynowe dla armii rosyjskiej zakupiono w 1897 roku w zakładach Maxima w Anglii. Zakupione ckm-y po raz pierwszy zostały użyte w czasie wojny z Japonią w 1904 roku. Był to pierwszy konflikt w którym obie strony dysponowały karabinami maszynowymi (Japończycy używali ckm-ów Hotchkiss). Oceny skuteczności nowej broni były tak entuzjastyczne, że postanowiono zakupić licencję ckm-u Maxima. Po rewolucji październikowej Maxim wz. 1910 był produkowany nadal bez większych zmian konstrukcyjnych, jednak już w latach dwudziestych zdawano sobie sprawę, że ckm Maxim wz.1910 jest przestarzały.
Dlatego w 1928 roku ogłoszono konkurs na nowy ckm. Wygrał go Wasilij Diegtariow i jego ckm przyjęty do uzbrojenia w 1939 roku jako DS-39 (przez całe lata trzydzieste trwało udoskonalanie konstrukcji). Po uruchomieniu produkcji DS-39 produkcję Maxima wz.1910 wstrzymano. Ckm Diegtariowa pod względem konstrukcyjnym był zbliżony do najbardziej znanej broni tego konstruktora rkm-u DP. Taka sama była zasada działania automatyki (odprowadzanie gazów prochowych) i sposób ryglowania (ryglami rozchylanymi przez iglicę).
Próbna eksploatacja ckm-u Diegtariowa w jednostkach wykazała, że jest on nadal bardzo zawodny. Częste były zacięcia, podczas dosyłania często dochodziło do rozcalenia naboi, mało stabilna była także podstawa. Dlatego po ataku niemieckim na ZSRR w czerwcu 1941 roku produkcję Maxima wz. 1910 wznowiono. Pomimo zakończenia produkcji Diegtariow kontynuował próby udoskonalenia DS-39, ale miał już konkurencję w postaci Piotra M. Goriunowa i jego wyprodukowanego w małej serii na przełomie 1941/42 roku nowego ckm-u.

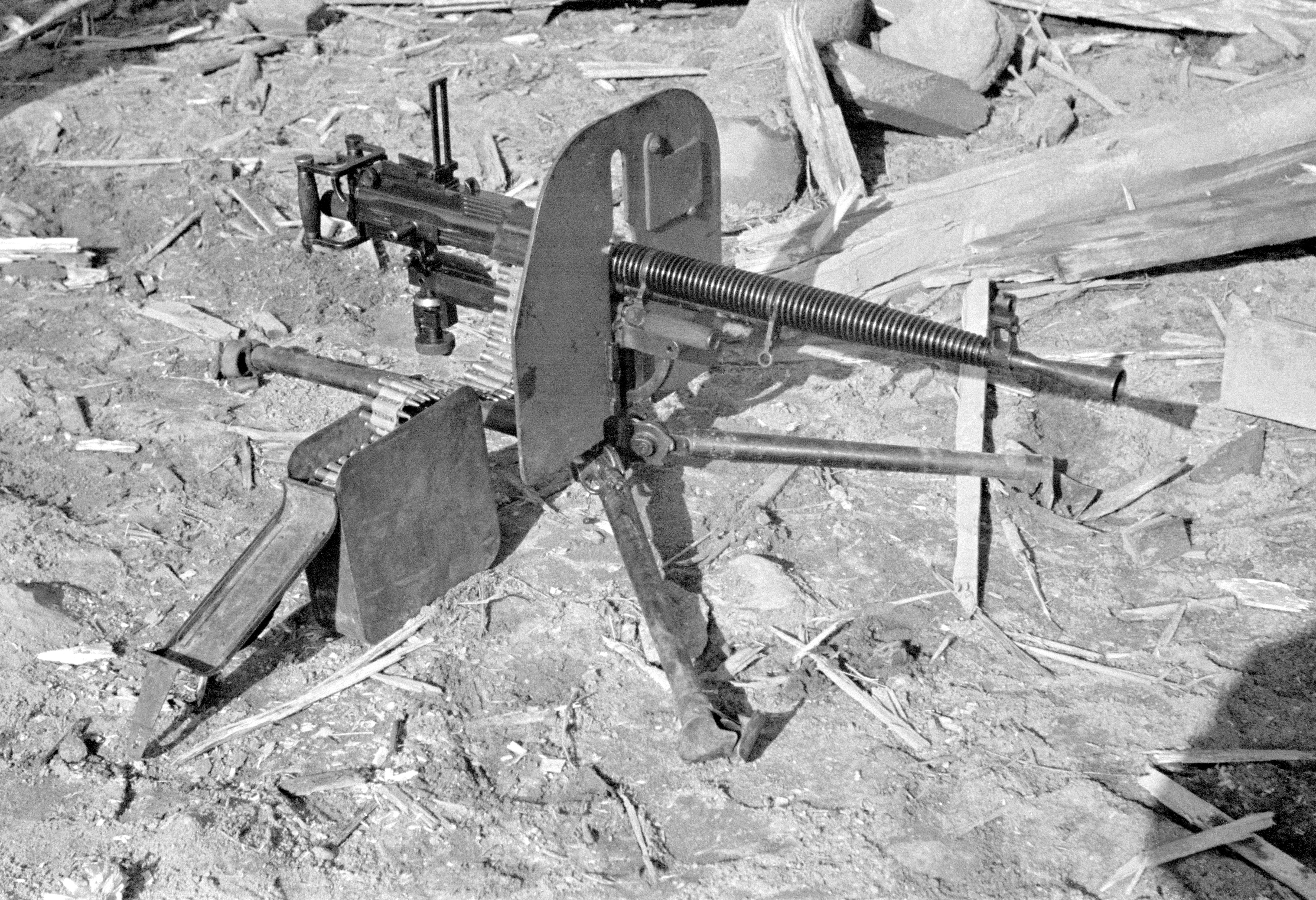
DS-39 zdobyty przez Finów, zdjęcie z 1941

To właśnie pomiędzy ckm-ami Diegtiariowa i Goriunowa toczyła się walka w trakcie konkursu ogłoszonego w 1942 roku. Faworytem nadal był Diegtiariow – ulubieniec Stalina, który bardzo go cenił za skonstruowanie ręcznego karabinu maszynowego DP. Według niektórych historyków, Stalin w kwietniu 1943 podjął nawet decyzję o ponownym przyjęciu do uzbrojenia ckm DS. Przyczyny zmiany decyzji nie są znane, podobno sam Diegtiariow przekonał Stalina, że do uzbrojenia powinna wejść konstrukcja, która okaże się lepsza w trakcie prób.
Próby, które odbyły się wiosną 1943 bezapelacyjnie wygrał ckm Goriunowa. Oba ckm-y miały podobną szybkostrzelność i własności balistyczne, ale konstrukcja Goriunowa była prostsza, łatwiejsza w produkcji i trwalsza. W maju 1943 roku został przyjęty do uzbrojenia jako SG-43.
W latach 1939–1941 wyprodukowano około 10 000 ckm-ów DS-39. Zostały one po raz pierwszy użyte bojowo podczas wojny zimowej. Podczas tej wojny i wojny kontynuacyjnej armia fińska zdobyła około 200 egz. DS-39. Po modyfikacjach zwiększających niezawodność i przystosowaniu do zasilania przy pomocy fińskiej taśmy metalowej o pojemności 200 naboi (stosowanej w ckm-ach Maxim M/32-33) były one używane przez jednostki bojowe armii fińskiej do 1944 roku, a następnie zostały zmagazynowane. Ostatecznie zostały one wycofane z uzbrojenia w 1986 i zezłomowane.
Na niewielką skalę używany przez Wojsko Polskie, gdzie nie był bronią typową – w 1950 roku wykazywano ich 9 sztuk.